# Дубовий Лог (Березинський район)
Дубовий Лог (біл. вёска Дубовы Лог) — село в складі Березинського району Мінської області, Білорусь. Село підпорядковане Богушевицькій сільській раді, розташоване в східній частині області.